# Telesforo Giovanni Cioli
Telesforo Giovanni Cioli OCarm (* 21. April 1907 in Busche di Gualdo Tadino; † 15. Januar 2002) war ein italienischer Ordensgeistlicher und römisch-katholischer Bischof von Arezzo-Cortona-Sansepolcro.

## Leben
Telesforo Giovanni Cioli trat der Ordensgemeinschaft der Karmeliten bei und empfing am 15. März 1930 die Priesterweihe.
Papst Pius XII. ernannte ihn am 5. September 1956 zum Koadjutorbischof von Arezzo und Titularbischof von Livias. Der Sekretär der Konsistorialkongregation, Adeodato Giovanni Kardinal Piazza OCD, spendete ihm am 21. Oktober desselben Jahres die Bischofsweihe; Mitkonsekratoren waren Luigi Traglia, Vicegerent für das Bistum Rom, und Giuseppe Franciolini, emeritierter Koadjutorbischof von Arezzo.
Mit dem Tod Emanuele Mignones folgte er ihm am 23. Dezember 1961 als Bischof von Arezzo nach. Er nahm an allen Sitzungsperioden des Zweiten Vatikanischen Konzils teil. Papst Paul VI. ernannte ihn am 7. Oktober 1975 zusätzlich zum Bischof von Sansepolcro und am 15. Februar 1978 zum Bischof von Cortona. Am 11. April 1983 nahm Johannes Paul II. seinen altersbedingten Rücktritt an.